# Зильбербауэр, Карл
Карл Йо́зеф Зильберба́уэр (нем. Karl Josef Silberbauer; 21 июня 1911, Вена, Австро-Венгрия — 2 октября 1972, там же, Австрия) — австрийский обершарфюрер, в 1944 году арестовавший Анну Франк и её семью.

## Биография
Карл Зильбербауэр родился 21 июня 1911 года в Вене. Служил в австрийской армии, после чего поступил на работу в полицию, в которой также работал его отец. Через 4 года вступил в гестапо и переехал в Нидерланды.
4 августа 1944 года Зильбербауэр получил распоряжение от своего начальника Юлиуса Деттмана рассмотреть полученную информацию о том, что в доме по адресу Принсенграхт 263—265, Амстердам прячутся евреи. Вместе с несколькими другими полицейскими Зильбербауэр прошёл в дом и допросил голландку Мип Гиз, помогавшую скрывать Анну Франк. Во время допроса Гиз, сама будучи австрийкой по происхождению, уловила в речи Зильбербауэра венское произношение и, не сдержавшись, обратила на это его внимание. В ответ Зильбербауэр пришёл в ярость и спросил её, не стыдно ли ей «потворствовать грязным евреям». Много позже Гиз в своих воспоминаниях писала, что Зильбербауэр был в замешательстве:
Офицер изучал меня взглядом и, казалось, думал: „Вот, друг против друга стоят два человека, родившиеся в одной и той же стране, одном и том же городе. Один карает евреев, другой помогает им“
Семья Франк была арестована и позже перевезена в концлагерь Вестерборк.
В апреле 1945 года Зильбербауэр вернулся в Вену, где отработал 14 месяцев в качестве наказания за применение жестокости во время допросов членов Коммунистической партии Германии. После войны работал в Федеральной разведывательной службе Германии в качестве исследователя неонацистских организаций.
Симон Визенталь, охотник за нацистами, в 1958 году впервые предпринял попытку отыскать Зильбербауэра. На этот шаг его толкнули австрийские отрицатели Холокоста, которые подвергли сомнению существование Анны Франк — один из них заявил, что поверит в её подлинность, только если будет найден человек, который её арестовал. Весной 1963 года Визенталю удалось обнаружить Зильбербауэра, который в тот момент служил инспектором в западногерманской уголовной полиции, хотя уверенности в его причастности у него не было — Мип Гиз помнила только, что у обершарфюрера был венский акцент, а найденные им полицейские, которые тоже участвовали в аресте, помнили Зильбербауэра только под ошибочной фамилией Сильвернагель. Визенталь сумел установить настоящую фамилию, раздобыв телефонный список голландских гестаповцев. На посланный им 2 июня 1963 года письменный запрос венская полиция дала ответ только спустя месяцы, заявив, что пока ещё не готова выпустить свои результаты. На деле же они выяснили всё сразу — Зильбербауэр был подвергнут допросу, на котором он признался в аресте Анны Франк, после чего венская полиция, испугавшись, что прошлое Зильбербауэра опорочит их, временно отстранила его от работы до полного выяснения обстоятельств без возмещения зарплаты и приказало ему молчать. Зильбербауэр, не сдержавшись, рассказал обо всём приятелю, который был членом австрийской коммунистической партии, и который тут же сообщил обо всём в партийную газету, результатом чего стала вышедшая 11 ноября 1963 года соответствующая статья. После того, как советская газета «Известия» выразила благодарность «австрийским коллегам», Визенталь пришёл в ярость и сообщил домашний адрес Зильбербауэра полиции Нидерландов.
После этого Зильбербауэра стали осаждать журналисты, и он не стал отпираться. По прошествии стольких лет Зильбербауэр сохранил довольно яркие воспоминания об аресте. В частности, он помнил, что спросил Отто Франка, отца Анны, как долго они прятались. Когда Отто ответил, что прошло два года и один месяц, Зильбербауэр изначально не поверил ему, и Отто показал ему метки роста его дочерей, которые он сделал сразу после переселения, чтобы показать, насколько они выросли с того момента. На вопрос репортёров, читал ли он дневник Анны, Зильбербауэр признался, что купил его, но только чтобы посмотреть, упомянут ли он в нём. Хотя Зильбербауэр после этого встретился с отцом Отто Франком на специальном слушании, тот заявил, что не считает его виновным в смерти дочери, считая, что главная вина в первую очередь лежит на том, кто сделал донос. Поскольку венская и амстердамская полиции не смогли предоставить полноценных доказательств вины Зильбербауэра, а также с учётом того, что сам Отто Франк не считал его виновным в гибели своей семьи, Зильбербауэру удалось избежать суда по делу Анны Франк. Вскоре правительство Австрии восстановило Зильбербауэра в должности, переведя его на канцелярскую работу в отделе слежения.
В тот момент как раз было возобновлено расследование по поиску предателя, и Зильбербауэр рассматривался как важный источник информации, однако ничего нового он сообщить не смог — его командир, лейтенант СС Юлиус Деттман, получивший донос, сообщил ему только кратко, что информация прибыла из «надёжного источника», а после войны покончил с собой в лагере для военнопленных.
Зильбербауэр умер в Вене в 1972 году. Он предан земле на кладбище Маоэр-Фриденштрассе, где также похоронена его жена Барбара.